# The Studio (série télévisée)
Pour les articles homonymes, voir The Studio.
Production
Diffusion
The Studio est une série télévisée américaine créée par Seth Rogen, Evan Goldberg et Peter Huyck et diffusée depuis le 26 mars 2025 sur Apple TV+.
La série est saluée par la critique pour sa réalisation, sa photographie, son humour et sa satire de l'industrie cinématographique. Elle est par ailleurs plébiscitée pour son utilisation intensive de plans-séquences et pour les caméos de nombreuses célébrités.

## Synopsis
Après le renvoi de Patty Leigh, Matthew Remick est promu directeur de Continental Studios. Plutôt amateur de films d'auteur, Matt va devoir lutter pour sauver ce prestigieux studio hollywoodien en déclin, face à la vision du grand patron, Griffin Mill. Ce dernier insiste notamment pour développer un projet à la gloire de la mascotte de la marque Kool-Aid, dans la veine du récent film à succès Barbie. Entre artistes narcissiques, dirigeants sans scrupules et pressions constantes, chaque décision pourrait mener au succès comme à l'échec total. Pour ce passionné de cinéma, réaliser son rêve pourrait bien causer sa perte.

## Distribution
Sauf indication contraire, les informations mentionnées dans cette section peuvent être confirmées par les bases de données cinématographiques IMDb et Allociné,  présentes dans la section « Liens externes ».

### Acteurs principaux
- Seth Rogen (VF : Xavier Fagnon) : Matthew « Matt » Remick
- Catherine O'Hara (VF : Martine Irzenski) : Patty Leigh
- Ike Barinholtz (VF : Emmanuel Curtil) : Sal Seperstein
- Chase Sui Wonders (VF : Emmylou Homs) : Quinn Hackett
- Kathryn Hahn (VF : Laura Blanc) : Maya

### Acteurs récurrents
- Bryan Cranston (VF : Stefan Godin) : Griffin Mill
- David Krumholtz (VF : Thierry Wermuth) : Mitch Weitz
- Keyla Monterroso Mejia (en) (VF : Meaghan Dendraël) : Petra
- Dewayne Perkins (en) (VF : Simon Koukissa-Barney) : Tyler
- Trevor Tordjman (VF : Tom Trouffier) : Daniel
- Nicholas Stoller (VF : Damien Boisseau) : lui-même
- Dave Franco (VF : Jim Redler) : lui-même
- Zoë Kravitz (VF : Olivia Luccioni) : elle-même
- Matthew Belloni (en) (VF : Vincent Ropion) : lui-même

### Invités
- Thomas Barbusca (VF : Gabriel Bismuth-Bienaimé) : Doug
- Devon Bostick (VF : Alexis Tomassian) : Miles
- Jessica St. Clair (VF : Laura Préjean) : Leigh
- Rebecca Hall (VF : Elisabeth Ventura) : Sarah
- Sugar Lyn Beard : Rebecca Chan-Sanders
- Rhea Perlman (VF : Colette Venhard) : la mère de Matt
- Alan Barinholtz : le projectionniste
- Lisa Gilroy (en) (VF : Edwige Lemoine) : Gabby

Dans leur propre rôle
- Paul Dano (VF : Donald Reignoux)
- Peter Berg (VF : Boris Rehlinger)
- Martin Scorsese (VF : Michel Mella)
- Charlize Theron (VF : Rafaèle Moutier)
- Steve Buscemi (VF : William Coryn)
- Sarah Polley (VF : Ingrid Donnadieu)
- Greta Lee (VF : Geneviève Doang)
- Anthony Mackie (VF : Jean-Baptiste Anoumon)
- Ron Howard (VF : Guillaume Lebon)
- Olivia Wilde (VF : Barbara Beretta)
- Zac Efron (VF : Yoann Sover)
- Parker Finn (en) (VF : Anatole de Bodinat)
- Owen Kline (VF : Clément Moreau)
- Johnny Knoxville (VF : Adrien Antoine)
- Josh Hutcherson
- Ice Cube (VF : Frantz Confiac)
- Lil Rel Howery (VF : Grégory Lerigab)
- Ziwe Fumudoh (VF : Esthèle Dumand)
- Charli D'Amelio
- Adam Scott (VF : Damien Ferrette)
- Jen Statsky
- Lucia Aniello (VF : Lila Lacombe)
- Paul W. Downs
- Ted Sarandos (en) (VF : Philippe Vincent)
- Ramy Youssef (VF : Antoine Schoumsky)
- Erin Moriarty
- Antony Starr
- Quinta Brunson (VF : Zina Khakhoulia)
- Jean Smart (VF : Danièle Douet)
- Aaron Sorkin (VF : Cyrille Artaux)
- Zack Snyder (VF : Gauthier Battoue)

## Production

### Développement
Le 14 novembre 2022, Apple TV+ annonce la commande d'une série comique sur l'industrie du spectacle mettant en vedette Seth Rogen,.
Le 25 mars 2024, le titre est révélé, The Studio, et Seth Rogen, Evan Goldberg, Frida Perez, Peter Huyck et Alex Gregory sont présentés comme créateurs de la série. Rogen et Goldberg sont également scénaristes et réalisateurs. La série est produite par Seth Rogen, Evan Goldberg, James Weaver, Frida Perez, Peter Huyck, Alex Gregory, Alex McAtee ainsi que Josh Fagen pour Point Grey Pictures et Lionsgate Television.
Le 6 mai 2025, Apple TV+ annonce le renouvellement de la série pour une deuxième saison,.

### Attribution des rôles
Lors de l'annonce initiale de la série, le 14 novembre 2022, Seth Rogen a été annoncé comme acteur principal.
Le 25 mars 2024, Catherine O'Hara, Kathryn Hahn, Ike Barinholtz et Chase Sui Wonders rejoignent le casting principal, et Bryan Cranston, Keyla Monterroso Mejia (en) et Dewayne Perkins (en) sont annoncés comme invités.

### Tournage
Le tournage s'étend de mars à octobre 2024. Les scènes des studios Continental, intérieures et extérieures, sont tournées aux Warner Bros. Studios de Burbank ainsi qu'aux Lot Studios à West Hollywood.

### Fiche technique
- Titre original : The Studio
- Développement : Alex Gregory, Peter Huyck, Evan Goldberg, Frida Perez et Seth Rogen
- Réalisation : Evan Goldberg et Seth Rogen
- Scénario : Alex Gregory, Peter Huyck, Evan Goldberg, Frida Perez et Seth Rogen
- Photographie : Adam Newport-Berra
- Direction artistique : Brian Grego
- Décors : Claire Kaufman (en)
- Costumes : Kameron Lennox
- Casting : Melissa Kostenbauder
- Montage : Eric Kissack (en)
- Musique : Antonio Sánchez
- Producteur délégués : Josh Fagen, Evan Goldberg, Alex Gregory, Peter Huyck, Alex McAtee, Frida Perez, Seth Rogen, James Weaver
- Sociétés de production : Lionsgate Television, Point Grey Pictures et Perfectly Pleasant Productions
- Sociétés de distribution : Apple TV+
- Pays de production :  États-Unis
- Langue originale : anglais
- Format : Couleur - 16:9 (HD) - son : Dolby Digital
- Genre : comédie dramatique
- Durée : 25-44 minutes
- Public :
  -  États-Unis :  (interdit aux moins de 15 ans, contrôle parental obligatoire)
  -  France : Déconseillé aux moins de  ans

 Sauf indication contraire, les informations mentionnées dans cette section peuvent être confirmées par la base de données cinématographiques IMDb,  présente dans la section « Liens externes ».

## Épisodes

### Première saison (2025)
1. La promotion (The Promotion)
2. Le plan-séquence (The Oner)
3. La remarque (The Note)
4. La bobine manquante (The Missing Reel)
5. La guerre (The War)
6. L'oncologue pédiatrique (The Pediatric Oncologist)
7. Le casting (Casting)
8. Les Golden Globes (The Golden Globes)
9. Le CinemaCon (CinemaCon)
10. The Presentation

### Deuxième saison
Note : Pour les informations de renouvellement voir la section Production.

## Accueil
Sur l'agrégateur Rotten Tomatoes, la série recueille 95 % de critiques positives, avec une note moyenne de 8,30/10 sur la base de 108 critiques collectées. Le consensus des critiques se lit comme suit : « Assez intelligent pour impressionner même les cinéphiles les plus studieux, The Studio mène le bon combat pour un meilleur Hollywood tout en suscitant d'énormes rires à ses dépens. »
Metacritic, qui utilise une moyenne pondérée, attribue à la série une note de 80 sur 100, basée sur 37 critiques, indiquant des « critiques généralement favorables ».

## Commentaire
Le nom du grand patron du studio renvoie au film The Player de Robert Altman, long métrage sur les coulisses de Hollywood.